# 2ЭС20
2ЭС20 — проект магистрального грузового электровоза двойного питания с асинхронным тяговым приводом, изначально разрабатывавшийся инжиниринговым центром «ТРТранс» (совместным предприятием, созданным российским ЗАО «Трансмашхолдинг» и французской компанией Alstom) для ОАО «Российские железные дороги» (РЖД) на основе семейства электровозов Alstom Prima II.

## История
30 мая 2013 года при проведении VIII Международного железнодорожного бизнес-форума «Стратегическое партнерство 1520» в Сочи производители ЗАО «Трансмашхолдинг» (ТМХ) и Alstom, а также оператор ОАО «Российские железные дороги» (РЖД) заключили соглашение о разработке первого российского грузового локомотива двойного напряжения серии 2ЭС20. Соглашение подписано в присутствии генерального директора Alstom Патрика Крона президентом РЖД Владимиром Якуниным, президентом ТМХ Андреем Бокаревым и президентом Alstom Transport Анри Пупар-Лафаржем. Этот электровоз с асинхронным приводом предназначен для работы как при постоянном напряжении 3 кВ, так и на переменном 25 кВ. Такие электровозы позволяют исключить замену локомотива на станции, где происходит переключение тока, экономя время и ресурсы.
Соглашение подразумевало проведение совместной работы по подготовке и утверждению технического проекта локомотива 2ЭС20, который планировалось завершить к сентябрю 2013 года. Первый прототип локомотива должен был быть готов к испытаниям в марте 2014 года, а поставка электровозов РЖД была запланирована на декабрь того же года. Разработка электровоза — его ключевых компонентов, включая тяговое оборудование, велась компанией «ТРТранс» в Москве и Новочеркасске. Производство электровозов планировалось осуществлять на Новочеркасском электровозостроительном заводе (НЭВЗ, в составе ТМХ). Там в апреле 2013 года Alstom и ТМХ открыли свою новую совместную производственную площадку RailComp, специализирующуюся на асинхронных тяговых приводах и других ключевых компонентах. На ней должны были производиться тяговые и другие ключевые компоненты для электровоза.
Анри Пупар-Лафарж прокомментировал отношения с российской стороной:

«Это третий локомотивный проект, который мы реализуем в России с нашим партнёром ТМХ благодаря нашему плодотворному сотрудничеству. Этот новый и высокопроизводительный локомотив улучшит грузовые перевозки в стране, а также на рынке 1520. Этот проект является частью плана Российских железных дорог по модернизации 20 000 локомотивов к 2030 году, и я особенно горжусь тем, что Alstom и ТМХ считаются надёжными стратегическими партнерами для поддержки этого амбициозного проекта».
По состоянию на 2015 год, из-за отсутствия заказов со стороны РЖД, роста цен на западные комплектующие в связи с падением курса рубля, остановки компанией «ТРТранс» разработки локомотивов проект 2ЭС20 оказался фактически заморожен.
В 2023 году появились сведения о планах разработать электровоз 2ЭС20 к 2026—2027 году, однако доподлинно не известно, входит ли в планы использовать наработки исходного проекта компании «ТРТранс» или предполагается самостоятельная новая разработка.

## Конструктивные особенности
Локомотив создаётся как один из элементов нового семейства российских электровозов, построенных по принципу единой базовой платформы на основе семейства электровозов Alstom Prima II. Унификация узлов и элементов с головным проектом — двухсистемным пассажирским электровозом ЭП20 запланирована на уровне 75 %. За образец интерьера кабины и кузова взят электровоз 2ЭС5.
Электровоз оборудован системой защиты колёсных пар от юза с поосным растормаживанием в случае появления юза при торможении фрикционным тормозом.
Особенностью электровозов нового поколения 2ЭС20 является наличие в их составе системы управления, обеспечивающей не только расширенную диагностику бортовых систем и аппаратов, но и оперативную передачу диагностической информации с борта локомотива в депо по каналам цифровой радиосвязи и GPRS. Кроме того, принципиально новым является применение системы автоведения грузового поезда с использованием средств спутниковой навигации ГЛОНАСС для обеспечения безопасных и энергорациональных режимов движения поездов.

Реализованные электровозы семейства «ТРТранс»
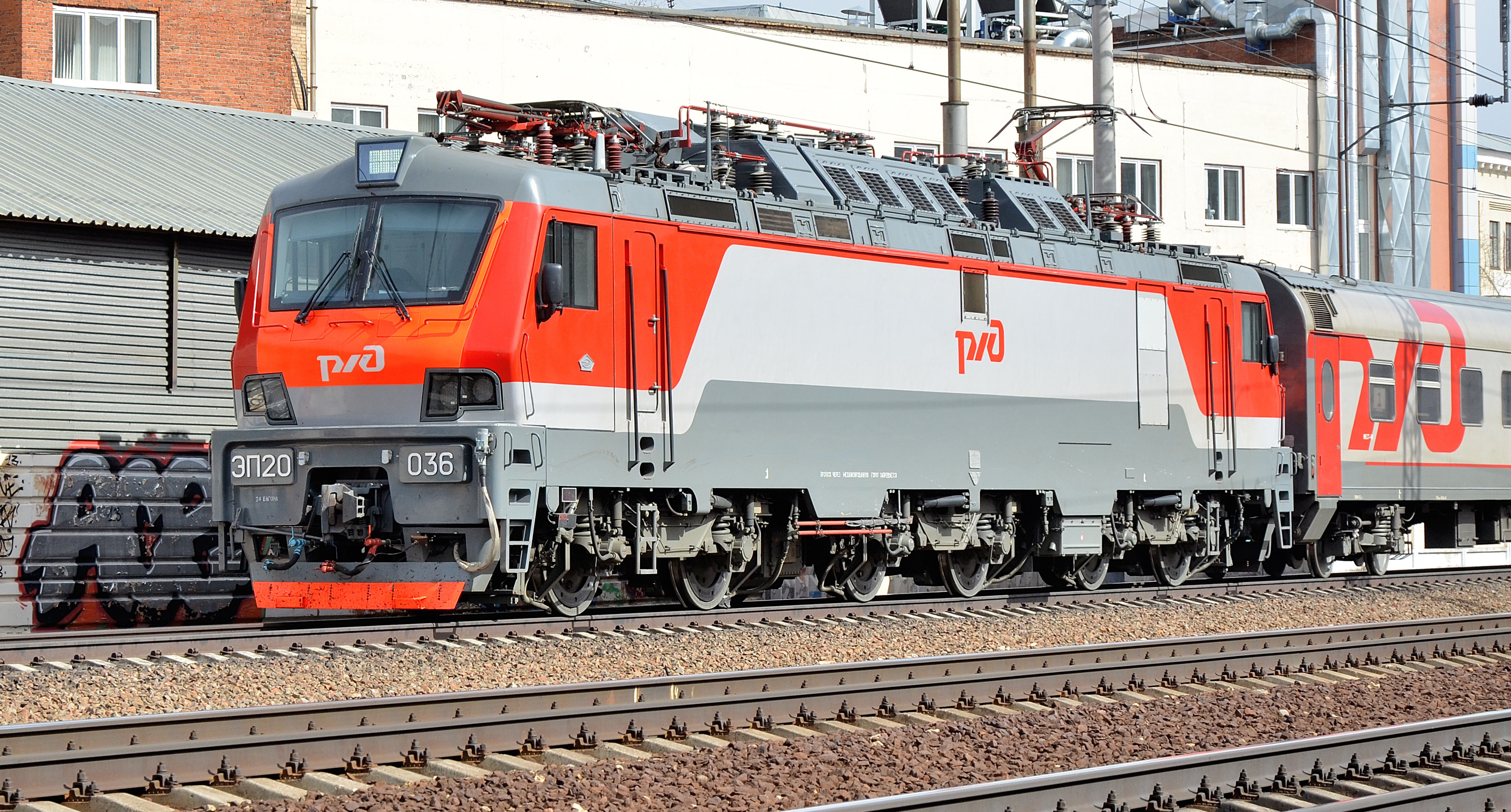
ЭП20-036 с пассажирским поездом
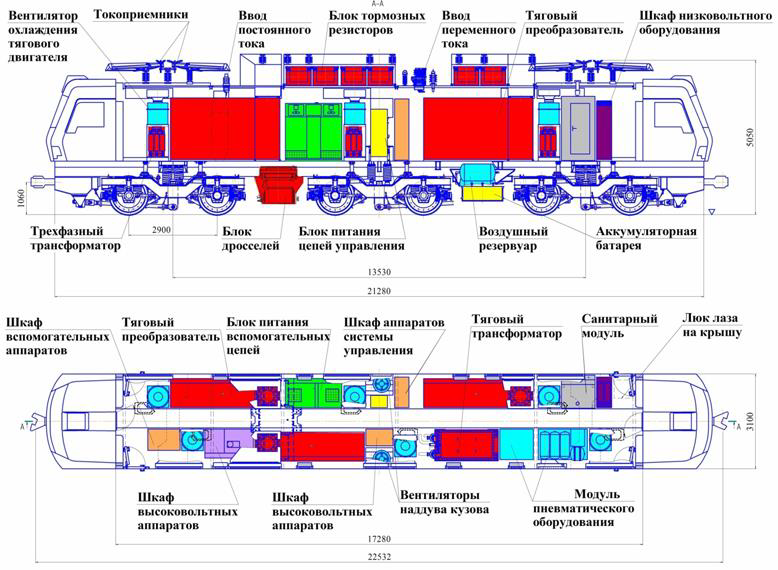
Устройство ЭП20
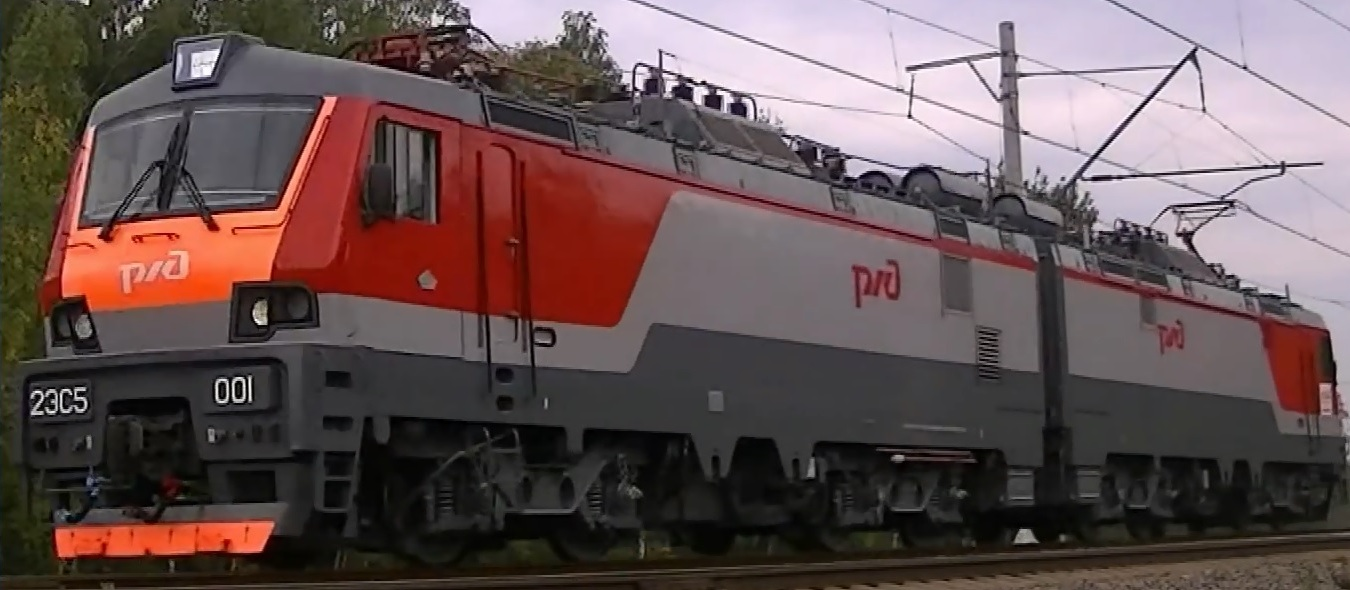
2ЭС5-001 на кольце ВНИИЖТ